# (10001) Palermo
(10001) Palermo ist ein Asteroid des Hauptgürtels, der am 8. Oktober 1969 von der russischen Astronomin Ljudmila Iwanowna Tschernych an der Außenstelle des Krim-Observatoriums (IAU-Code 095) in Nautschnyj entdeckt wurde.
Der Asteroid wurde am 9. Januar 2001 nach Palermo, der an der Nordküste Siziliens gelegenen Hauptstadt der Autonomen Region Sizilien und der Metropolitanstadt Palermo, benannt.